# Kitakata, Fukushima
Kitakata (喜多方市 Kitakata-shi) là thành phố thuộc tỉnh Fukushima, Nhật Bản. Tính đên ngày 1 tháng 10 năm 2020, dân số ước tính thành phố là 44.760 người và mật độ dân số là 81 người/km2. Tổng diện tích thành phố là 554,6 km2.

## Địa lý

### Đô thị lân cận
- Fukushima
  - Aizuwakamatsu
  - Nishiaizu
  - Kitashiobara
  - Bandai
  - Aizubange
  - Yugawa
- Yamagata
  - Yonezawa
  - Iide
  - Oguni
- Niigata
  - Shibata
  - Aga

### Khí hậu
| Dữ liệu khí hậu của Kitakata, Fukushima  | Dữ liệu khí hậu của Kitakata, Fukushima | Dữ liệu khí hậu của Kitakata, Fukushima | Dữ liệu khí hậu của Kitakata, Fukushima | Dữ liệu khí hậu của Kitakata, Fukushima | Dữ liệu khí hậu của Kitakata, Fukushima | Dữ liệu khí hậu của Kitakata, Fukushima | Dữ liệu khí hậu của Kitakata, Fukushima | Dữ liệu khí hậu của Kitakata, Fukushima | Dữ liệu khí hậu của Kitakata, Fukushima | Dữ liệu khí hậu của Kitakata, Fukushima | Dữ liệu khí hậu của Kitakata, Fukushima | Dữ liệu khí hậu của Kitakata, Fukushima | Dữ liệu khí hậu của Kitakata, Fukushima |
| Tháng                                    | 1                                       | 2                                       | 3                                       | 4                                       | 5                                       | 6                                       | 7                                       | 8                                       | 9                                       | 10                                      | 11                                      | 12                                      | Năm                                     |
| ---------------------------------------- | --------------------------------------- | --------------------------------------- | --------------------------------------- | --------------------------------------- | --------------------------------------- | --------------------------------------- | --------------------------------------- | --------------------------------------- | --------------------------------------- | --------------------------------------- | --------------------------------------- | --------------------------------------- | --------------------------------------- |
| Cao kỉ lục °C (°F)                       | 12.7 (54.9)                             | 15.5 (59.9)                             | 22.6 (72.7)                             | 30.0 (86.0)                             | 35.1 (95.2)                             | 35.5 (95.9)                             | 37.4 (99.3)                             | 38.0 (100.4)                            | 36.2 (97.2)                             | 30.9 (87.6)                             | 23.6 (74.5)                             | 19.7 (67.5)                             | 38.0 (100.4)                            |
| Trung bình ngày tối đa °C (°F)           | 2.5 (36.5)                              | 3.6 (38.5)                              | 8.4 (47.1)                              | 16.4 (61.5)                             | 22.5 (72.5)                             | 25.8 (78.4)                             | 28.9 (84.0)                             | 30.5 (86.9)                             | 26.0 (78.8)                             | 19.5 (67.1)                             | 12.1 (53.8)                             | 5.3 (41.5)                              | 16.8 (62.2)                             |
| Trung bình ngày °C (°F)                  | −1.0 (30.2)                             | −0.7 (30.7)                             | 3.0 (37.4)                              | 9.5 (49.1)                              | 15.7 (60.3)                             | 20.1 (68.2)                             | 23.5 (74.3)                             | 24.5 (76.1)                             | 20.1 (68.2)                             | 13.5 (56.3)                             | 6.9 (44.4)                              | 1.7 (35.1)                              | 11.4 (52.5)                             |
| Tối thiểu trung bình ngày °C (°F)        | −5.1 (22.8)                             | −5.2 (22.6)                             | −1.9 (28.6)                             | 3.2 (37.8)                              | 9.4 (48.9)                              | 15.3 (59.5)                             | 19.3 (66.7)                             | 19.9 (67.8)                             | 15.5 (59.9)                             | 8.7 (47.7)                              | 2.5 (36.5)                              | −1.7 (28.9)                             | 6.7 (44.0)                              |
| Thấp kỉ lục °C (°F)                      | −18.1 (−0.6)                            | −16.4 (2.5)                             | −14.0 (6.8)                             | −6.9 (19.6)                             | −0.1 (31.8)                             | 5.6 (42.1)                              | 10.6 (51.1)                             | 10.6 (51.1)                             | 4.7 (40.5)                              | −1.7 (28.9)                             | −7.5 (18.5)                             | −12.1 (10.2)                            | −18.1 (−0.6)                            |
| Lượng Giáng thủy trung bình mm (inches)  | 149.3 (5.88)                            | 108.9 (4.29)                            | 107.2 (4.22)                            | 85.2 (3.35)                             | 84.5 (3.33)                             | 124.3 (4.89)                            | 222.1 (8.74)                            | 168.0 (6.61)                            | 122.4 (4.82)                            | 115.4 (4.54)                            | 113.6 (4.47)                            | 161.2 (6.35)                            | 1.561,9 (61.49)                         |
| Số ngày giáng thủy trung bình (≥ 1.0 mm) | 19.3                                    | 16.2                                    | 16.1                                    | 12.2                                    | 10.5                                    | 11.3                                    | 14.4                                    | 11.6                                    | 11.3                                    | 11.7                                    | 14.3                                    | 19.3                                    | 168.2                                   |
| Số giờ nắng trung bình tháng             | 80.8                                    | 99.6                                    | 145.7                                   | 176.7                                   | 204.0                                   | 166.4                                   | 153.5                                   | 196.9                                   | 142.0                                   | 134.0                                   | 99.1                                    | 70.6                                    | 1.669,2                                 |
| Nguồn: Cục Khí tượng Nhật Bản            |                                         |                                         |                                         |                                         |                                         |                                         |                                         |                                         |                                         |                                         |                                         |                                         |                                         |

## Giao thông

### Đường sắt
JR East – Tuyến Tây Ban'etsu
- Shiokawa - Ubadō - Aizu-Toyokawa - Kitakata - Yamato - Ogino

### Cao tốc/Xa lộ
- Quốc lộ 121
- Quốc lộ 459